# Art austria
Die art austria ist eine Kunstmesse in Österreich. Sie findet seit 2008 jährlich in Wien statt.
Im Laufe der Zeit entwickelte sie sich zu einer Spezialmesse mit dem Fokus auf österreichische Kunst. Das Ausstellungsprogramm umfasst mehrere Epochen und zeigt Werke ab dem 19. Jahrhundert bis zur Gegenwart. Die Präsentation ausschließlich österreichischer Künstler ist eine Abgrenzung zur Programmatik anderer Kunstmessen.
Die teilnehmenden Galerien und Kunsthandlungen beschränken sich entweder auf thematische Schwerpunkte, auf Einzelpräsentationen oder auf eine Auswahl von einigen Künstlern.

## Geschichte
Am 13. Mai 2008 wurde die Messe erstmals unter dem Motto „1920–1980“ im Museumsquartier Wien eröffnet. Sie präsentierte österreichische Kunst dieses Zeitraumes und beleuchtete einen Teil der Kunstgeschichte, der nachfolgende Künstlergenerationen nachhaltig geprägt und/oder beeinflusst hat.
Die art austria 2009 stand unter dem Motto „1900–>2000“ und präsentierte ein Jahrhundert österreichischer Kunst. Die Künstlerliste zeigte einen Schwerpunkt auf jene Generationen, die in den Jahrzehnten nach 1945 das Kunstschaffen in Österreich maßgeblich geprägt haben. Sie wurde zusätzlich mit einer Fläche von 600 m² erweitert.
Im dritten Jahr ihres Bestehens erweiterte sich die Messe durch das Fallenlassen einer Vorgabe zur Beschränkung auf wenige Künstler. Damit stand es den Galerien frei, ihr Angebot mit Arbeiten aus dem ersten Jahrzehnt des 21. Jahrhunderts zu erweitern. Zusätzlich kam es zu einer Vergrößerung des Angebotes um künstlerische Techniken und Medien, der Skulptur und Fotografie.
In einer einmaligen Kooperation mit der Messeleitung organisierte die 2009 gegründete Nitsch Foundation die erste Präsentation der 2009 entstandenen Werke der Malaktionen von Hermann Nitsch außerhalb des Museums.
Im Jahr 2011 beteiligten sich 49 Galerien an der Messe, die erstmals in den Räumen des Leopold Museums Wien stattfand.
Die art austria 2012 war eingebettet in Präsentationen zu Gustav Klimt und Egon Schiele und erweiterte, indem die Künstler selbst im Rahmen eines „Art Austria Awards“ gewürdigt wurden. Gottfried Bechtold, Michael Kienzer und Christoph Weber wurden ausgezeichnet.
2015 fand die Messe zum 8. Mal statt. Wie auch 2014 schon wurde der Schiele-Saal des Museums in den Messerundgang integriert und eine neue Eingangssituation geschaffen. Der in den letzten Jahren verliehene Art Austria Award fand aus Sponsoring-Gründen nicht mehr statt.
2016 bis 2019 gastierte die Art Austria im Palais Liechtenstein. Es wurde das gesamte Gartenpalais im neunten Bezirk bespielt. Die Kunstmesse nutzte auch den Garten als Skulpturenpark.
2020 wurde die Art Austria covidbedingt im Frühjahr abgesagt und feierte im Oktober 2020 ein Debüt als Art Austria Highlights. Eine kleine Art Austria mit hoher Qualität und 20 Aussteller. Die Messe fand wieder im MuseumsQuartier statt. Diesmal im Haupthof in einer 1000 m² großen Zelthalle.
2021 wurde die klassische Art Austria im Juni im MuseumsQuartier veranstaltet. Über 40 Aussteller wieder im Haupthof und nun auch in der Ovalhalle und der Arena 21.
Weiters hat die Art Austria Highlights eine neue Location zum gewohnten Oktobertermin gefunden. Der Messeplatz der Art Austria Highlights ist vom 14.–17. Oktober 2021 der Wiener Eislauf-Verein. Direkt auf der Fläche, die im Winter als Eisfläche bekannt ist, baut die Messe eine 2000 m² große Zelthalle. 27 Aussteller zeigen Kunst aus allen Genres und Epochen. Qualität ist wieder oberstes Prinzip. Somit hat die klassische Art Austria, die seit 2008 immer im Frühjahr veranstaltet wird eine eigene Satellitenmesse. Zwei Locations, beide in Top Lage und sehr nahe zur Wiener Innenstadt.